# Hibiscus ahlensis
Hibiscus ahlensis är en malvaväxtart som beskrevs av Oskar Eberhard Ulbrich. Hibiscus ahlensis ingår i Hibiskussläktet som ingår i familjen malvaväxter. Inga underarter finns listade i Catalogue of Life.